# Maximilian Kabas
Maximilian Kabas (Scheibbs, 2 agosto 2001) è un ciclista su strada austriaco che corre per il team Hrinkow Advarics.

## Palmarès

### Strada
- 2018 (Juniores, due vittorie)

Campionati austriaci, Prova a cronometro Junior
Campionati austriaci, Prova in linea Junior
- 2019 (Juniores, una vittoria)

Campionati austriaci, Prova a cronometro Junior
- 2022 (WSA KTM Graz p/b Leomo, una vittoria)

Campionati austriaci, Prova a cronometro Under-23

#### Altri successi
- 2024 (Hrinkow Advarics)

Classifica scalatori Flèche du Sud

## Piazzamenti

### Competizioni mondiali
- Campionati del mondo

Innsbruck 2018 - Cronometro Junior: 30º
Yorkshire 2019 - Cronometro Junior: 26º
Yorkshire 2019 - In linea Junior: 56º

### Competizioni europee
- Campionati europei

Brno 2018 - Cronometro Junior: 15º
Zlín 2018 - In linea Junior: ritirato
Alkmaar 2019 - Cronometro Junior: 27º
Alkmaar 2019 - In linea Junior: 50º
Trento 2021 - In linea Under-23: ritirato
Anadia 2022 - Cronometro Under-23: 22º
Anadia 2022 - In linea Under-23: 82º